# Experimento Kerplunk
El  experimento Kerplunk fue un famoso experimento de estímulo-respuesta llevado a cabo en ratas y demostrando la capacidad para convertir respuestas motoras voluntarias en una respuesta condicionada. El propósito de este experimento era obtener una retroalimentación cenestésica antes de la orientación a estímulos externos a través de un laberinto de aprendizaje. Fue llevado a cabo en 1907 por John B. Watson y Harvey A. Carr. Fue nombrado después por el sonido que hizo la rata después de que corrió al final del laberinto. El estudio ayudaría a adquirir una cadena de respuestas hipotética propuesta por Watson.
Los resultados del estudio más tarde darían credibilidad para la interpretación que estímulos y respuestas que premian el trabajo en el fortalecimiento del aprendizaje de habilidades, muestran una acción motora en presencia de un estímulo particular.

## Experimento
Las ratas fueron entrenadas para correr en una serie de laberintos por comida como recompensa, que era colocada al final del laberinto. Watson encontró que anteriormente las ratas bien entrenadas, ejecutaban casi de manera automática un reflejo. Además del aprendizaje de cómo salir del laberinto, ellas empezaron a correr más rápido en línea recta. Por los estímulos del laberinto, su conducta se convirtió en una serie de movimientos asociados, o consecuencias cinestésicas a estímulos del ambiente. Esta rutina continuó hasta que la duración del camino cambió, a más corto o más largo.
Si las ratas condicionadas eran liberadas dentro de un callejón o camino que fuese más corto, ellas corrían en línea recta hasta chocar con la pared haciendo un "kerplunk" como sonido. La primera prueba encontraba que ellas iban a correr a toda velocidad, dejando de lado la comida que había sido movida más cerca. El acortamiento del callejón, y mover la comida era una señal principal que era ignorada por las ratas.
En el callejón más largo, las ratas corrían normalmente hasta que llegaban a su distancia acostumbrada, la distancia en la que la comida normalmente estaba. Ellas luego paraban para olfatear el área incluso cuando no habían alcanzado el final del callejón, a menudo ignoraban la comida que estaba más lejos.